# Sonoristan
Sonoristan è il primo album in studio da solista del chitarrista e compositore italiano Riccardo Onori, pubblicato il 28 settembre 2018 dalla Black Candy Records. 
Il disco vede la collaborazione di molti artisti italiani e internazionali, tra cui Gianluca Petrella, Sabina Sciubba (voce nei Brazilian Girls), Hindi Zahra, Dan Kinzelman, Ruben Chaviano, Dimitri Espinoza, Mudimbi, Mohamed Azizi, Ahmed Ag Keady e Ziad Trambelsi.
L'album è stato anticipato dalla pubblicazione il 24 giugno 2018 del singolo Sea No Street con un video pubblicato in anteprima su Rolling Stone. 
(Riccardo Onori, intervista a La Nazione, 30 giugno 2018)

## Tracce
1. Nemo (Riccardo Onori)
2. Sea No Street (S.Sciubba, R.Onori, G.Petrella, P.Delle Monache)
3. Before We Go (Hindi Zahra, Riccardo Onori)
4. Afro + Cobalto (Riccardo Onori)
5. Imidiwen (Riccardo Onori)
6. Sonoristan (P.Grigio, Z.Trambelsi, R.Onori)
7. Quindi? Perché? Perché sì! (Riccardo Onori)
8. Guasasa (R.Chaviano, R.Onori)
9. Tamiditin (M.Azizi, R.Onori)
10. V.I.T.A. (M.Mudimbi, R.Onori)

## Formazione
- Riccardo Onori – chitarra elettrica, chitarra acustica, programmazione
- Filippo Guerrieri – tastiere, sintetizzatore, organo Hammond, Fender Rhodes, wurlitzer
- Franco Santarnecchi – tastiere, organo Hammond, Fender Rhodes, clavinet
- Stefano Tamborrino – batteria, percussioni
- Roberto Migoni – batteria, percussioni
- Gianluca Petrella – trombone, sintetizzatore
- Dimitri Espinosa – sassofono tenore
- Mirko Rubegni – tromba
- Francesco Cangi – trombone
- Dan Kinzelman – clarinetto, clarinetto basso
- Sabina Sciubba – voce
- Hindi Zahra – voce
- Ahmed Ag Keady – voce, chitarra acustica
- Ziad Trambelsi – voce, oud
- GRINTV – voce
- Ruben Chaviano – voce, violino
- Mohamed Azizi - voce, chitarra elettrica
- Michel Mudimbi – voce